# El Progreso, Ayutla de los Libres
El Progreso är en ort i Mexiko.   Den ligger i kommunen Ayutla de los Libres och delstaten Guerrero, i den södra delen av landet, 260 km söder om huvudstaden Mexico City. El Progreso ligger 1 160 meter över havet och antalet invånare är 168.
Terrängen runt El Progreso är huvudsakligen kuperad. El Progreso ligger uppe på en höjd. Runt El Progreso är det ganska tätbefolkat, med 58 invånare per kvadratkilometer. Närmaste större samhälle är Ayutla de los Libres, 11,9 km sydväst om El Progreso. I omgivningarna runt El Progreso växer huvudsakligen savannskog.